# Tubize
Tubize (en néerlandais Tubeke) est une ville francophone de Belgique située en Région wallonne dans la province du Brabant wallon.

## Toponymie
Formes anciennes : 877 Thobacem, 1136 Tubecca ; deux (germanique *twô, variation de *twai) ruisseaux (germanique *baki).
Quelques attestations anciennes : 877 (copie XVe s.) : Thobacem (acc.); 897 (copie 1442) : Tobeac, Thobace; 897 (copie XVe s.) : Tobace, Thobace; 1136 (copie XVe s.) : Tubecca; 1217 : Tubise; 1345 Tubeke; 1346 : Thubize; 1396 : Tubeke; 1473 (copie XVIIe s.) : Tubize; 1493 (copie XVIIe s.): Tubise; 1547 : Tubize.
Tubize n'est ni un hydronyme, ni un toponyme dérivé, mais un toponyme de confluent. C'est l'endroit situé au confluent de deux cours d'eau, la Senne et la Sennette. La terminaison en -bize, évolution phonétique du germanique -baki constitue toujours un problème délicat pour les toponymistes. On notera également que le nom de la localité s'est écrit longtemps « Tubise » avant de devenir officiellement « Tubize » dans le courant du XXe siècle.
Le nom en néerlandais Tubeke a exactement la même origine. L'ancien nom en néerlandais Tweebeek est encore plus explicite, twee voulant dire deux en néerlandais.

## Géographie

### Sections
En 1970, Tubize (Tubeke en néerlandais) est fusionnée avec la commune de Oisquercq  (Oostkerk) (AR du 05/06/1970 - Loi du 17/07/1970)
A cette entité sont ajoutés en 1977 Clabecq (Klabbeek) et une partie de Saintes (Sint-Renelde).
| # | Nom             | Superf. (km²) | Habitants (2020) | Habitants par km² | Code INS |
| - | --------------- | ------------- | ---------------- | ----------------- | -------- |
| 1 | Tubize (Tubeke) | 14,72         | 17.210           | 1.169             | 25105A   |
| 2 | Oisquercq       | 3,99          | 1.880            | 471               | 25105B   |
| 3 | Clabecq         | 4,19          | 4.784            | 1.141             | 25105C   |
| 4 | Saintes         | 9,87          | 2.781            | 282               | 25105D   |

Au 1er janvier 2023, la population totale de cette commune est de 28 057 habitants. La superficie totale est de 37,90 km2.

### Communes limitrophes
|        | Hal                     |                   |
| Rebecq | Tubize                  | Braine-le-Château |
|        | Braine-le-Comte - Ittre |                   |

### Morphologie urbaine

#### Quartiers et hameaux
Hoquet, Le Stierbecq, La Bruyère, Les Clos, Renarmond, Égypte, Stéhou, Le Renard, Ripain, Rengihaye et Cité des Forges.

## Démographie

### Démographie: Avant la fusion des communes
- Source: DGS recensements population

### Démographie: Commune fusionnée
En tenant compte des anciennes communes entraînées dans la fusion de communes de 1977, on peut dresser l'évolution suivante:
Les chiffres des années 1831 à 1970 tiennent compte des chiffres des anciennes communes fusionnées.
- Source: DGS , de 1831 à 1981=recensements population; à partir de 1990 = nombre d'habitants chaque 1 janvier[6]

## Histoire
L'histoire de Tubize est encore, pour une grande part, à écrire.

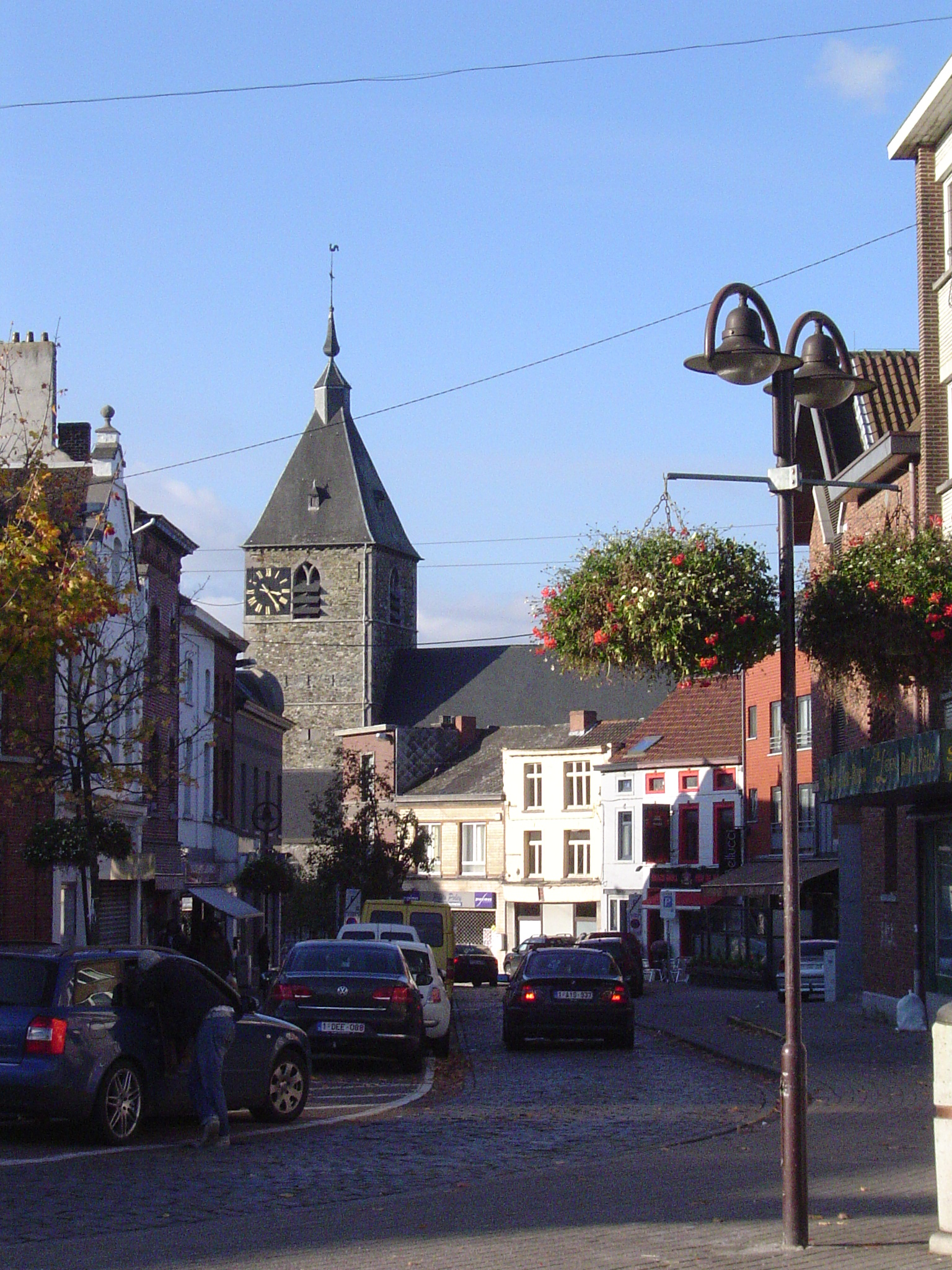
Tubize, centre-ville avec l'église Sainte-Gertrude.

Les premières traces d'occupation humaine à Tubize remontent à la préhistoire. Par la suite, des Celtes et des Gallo-Romains se sont installés sur ce territoire, comme le confirment certaines découvertes archéologiques. Cependant, l'histoire de Tubize commence réellement au Haut Moyen Âge. Certains historiens attribuent le domaine aux pépinides au VIIe siècle, affirmant qu'il aurait été offert par Itte, veuve de Pépin de Landen, et leur fille Gertrude à l'abbaye de Nivelles qu'elles venaient de fonder. Quoi qu'il en soit, le domaine de Tubize est officiellement mentionné parmi les possessions de l'abbaye en 877. Il englobait alors des territoires qui deviendront plus tard les villages d'Oisquercq, de Clabecq, et même le Sart d'Ittre. Cette zone formait la paroisse primitive de Tubize, dont Oisquercq se détacha assez tôt, peut-être dès le XIIe siècle, tandis que Clabecq devint une paroisse indépendante bien plus tard, en 1863.
Au XIIe siècle, les comtes de Louvain, devenus ducs de Lotharingie et avoués de l'abbaye de Nivelles, s'approprièrent sans scrupule les biens et droits de cette institution religieuse qu'ils étaient censés protéger. Ils en firent des fiefs pour leurs vassaux, donnant naissance aux seigneuries d'Oisquercq et de Clabecq, juridiquement détachées de Tubize. Par la suite, ils cédèrent leur avouerie locale sur Tubize au puissant lignage des Enghien, qui devinrent rapidement les véritables seigneurs de Tubize. Après des usurpations répétées et des accords partiellement respectés, l'abbaye conserva seulement une partie de ses droits fonciers sur Tubize. La justice y était exercée par le seigneur d'Enghien, selon la coutume de Genappe pour une partie du territoire et celle de Nivelles pour l'autre. Tubize faisait alors partie des possessions brabançonnes des seigneurs d'Enghien. À la fin du XIVe siècle, une partie des fiefs brabançons des Enghien fut attribuée à une branche cadette de la famille, donnant lieu à la principauté de Rebecq, restée entre les mains des seigneurs d'Enghien, et à la cour féodale de Tubize, passée aux Enghien-Ramerut. Le seigneur de Tubize ne conserva alors que la moyenne et basse justice, la haute justice étant réservée au seigneur d'Enghien. La seigneurie de Tubize passa ensuite entre différentes familles avant d'être rachetée le 18 octobre 1700 par le chapitre de Nivelles, redevenant ainsi le principal seigneur du village.
La position stratégique de Tubize, passage obligé de la Senne entre le comté de Hainaut et le duché de Brabant, a plongé la localité dans les guerres de la fin du XIIe siècle entre ces deux principautés émergentes. Une fortification brabançonne, de type site fossoyé avec des levées de terre et des palissades en bois, fut établie à Tubize. Un site similaire se trouvait à Oisquercq, et une tour avait été construite à Hobruges, sur le territoire de Tubize. Ces modestes fortifications contrôlaient les passages sur la Senne et la Sennette, mais elles furent détruites en 1191 lors de ces affrontements.
Jusqu'à la fin du XXe siècle, Tubize était un centre majeur de la sidérurgie belge, en grande partie grâce à la présence des Forges de Clabecq sur son territoire.
En 1978, elle reçoit le Prix de l'Europe en reconnaissance de ses réalisations.
À la suite de la loi de 1975 sur les fusions des communes Tubize fusionne avec Clabecq, Oisquercq et Saintes. En 2017, Tubize porte désormais le tire de Ville.

## Héraldique
|  | La ville possède des armoiries qui ne semblent pas avoir été octroyées officiellement. Elles sont basées sur un sceau de Tubize du XIVe siècle. Sa signification n'est pas connue. Quant aux couleurs, ce sont celles de la Wallonie. Blasonnement : Parti d'or et de gueules à une aigle au vol abaissé de l'un en l'autre Source du blasonnement : Heraldy of the World. |

## Politique et administration communale

### Conseil et collège communal 2024-2030
| Collège communal   |                      |                |
| ------------------ | -------------------- | -------------- |
| Bourgmestre        | Samuel D'Orazio      | MR             |
| 1er Échevin        | Jean-Marc Zocastello | Les Engagés    |
| 2e Échevine        | Juliette Rees        | MR             |
| 3e Échevine        | Lyseline Louvigny    | Les Engagés    |
| 4e Échevine        | Krystelle Walders    | Les Engagés    |
| 5e Échevin         | Benoit Langendries   | Réveil Citoyen |
| Présidente du CPAS | Sandra Castellana    | MR             |

### Liste des bourgmestres depuis 1830
- Maurice Minne, bourgmestre de 1983 à 1994, (PS).
- Raymond Langendries, bourgmestre de 1995 à 2012, (PSC-CDH-Les Engagés).
- Michel Januth, bourgmestre de 2012 à 2024 (PS).
- Samuel D'Orazio, bourgmestre de 2024 à aujourd'hui (MR)

### Jumelages
- Mirande (France) depuis 1964.
- Korntal-Münchingen (Allemagne) depuis 1964.
- Scandiano (Italie) depuis 1974.

## Patrimoine et culture

### Patrimoine architectural

#### Les édifices religieux

##### L'église Sainte-Gertrude

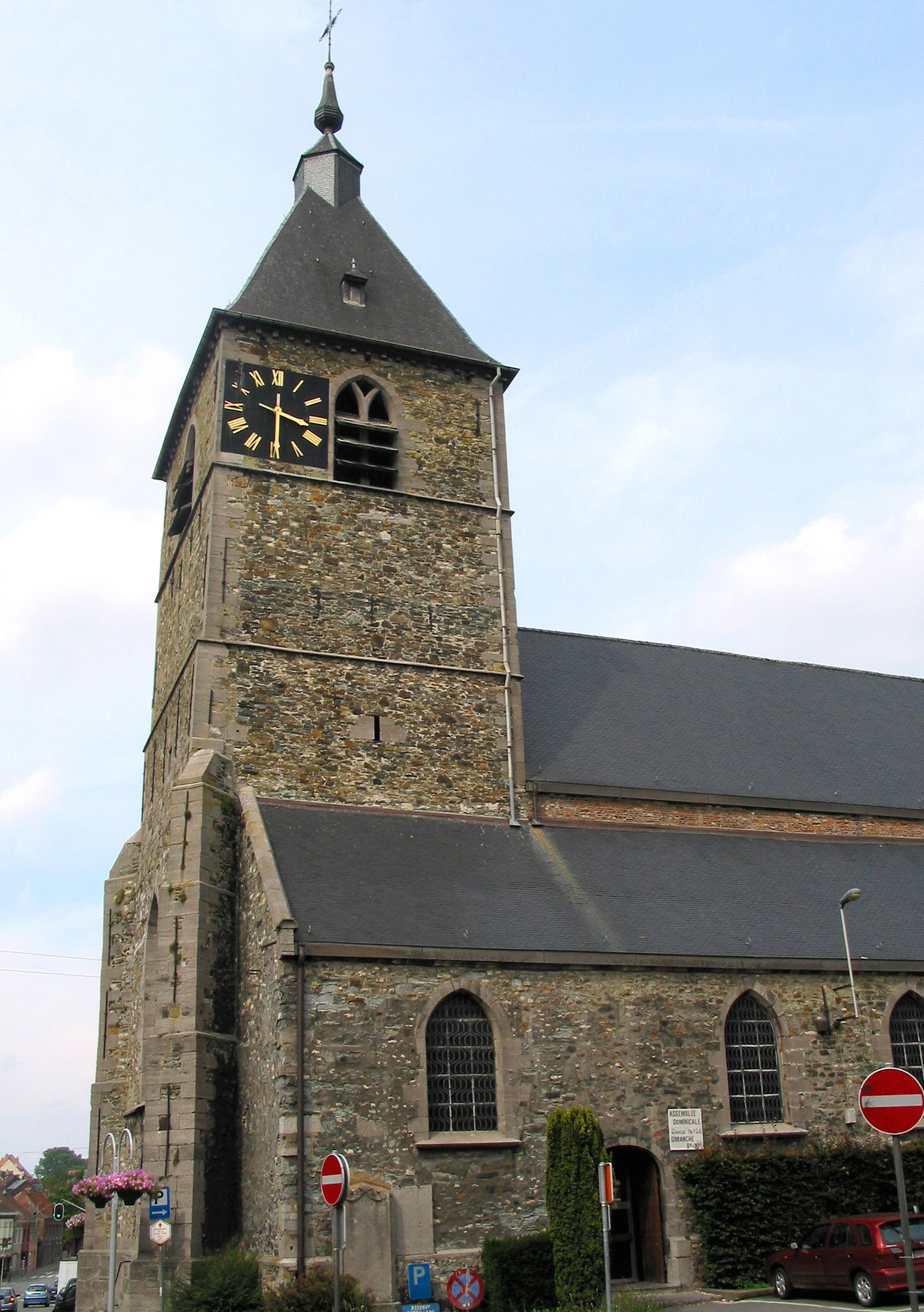
L’église Sainte-Gertrude.

Au centre de la Place, l’église Sainte-Gertrude, construite au milieu du XVIe siècle sur le site d’une église plus ancienne, longe la chaussée reliant Mons à Bruxelles (pavée au début du XVIIIe siècle). La datation de 1235, parfois avancée par certains érudits locaux pour l’édifice actuel, n’a aucun fondement sérieux et est réfutée par des études récentes menées par des spécialistes de l’architecture religieuse. Le caractère fortifié de la tour, souvent évoqué sans analyse archéologique du bâti, doit également être écarté. Sur le plan architectural, cette grande église est construite en arkose locale. Son style appartient au gothique tardif.
Elle aurait pu être commencée en 1549, peut-être en utilisant ou en s’appuyant sur des substructions plus anciennes. Son plan comprend une tour occidentale, une nef à trois vaisseaux et trois travées, un pseudo-transept et un chœur à chevet plat. La sacristie a été ajoutée dans la seconde moitié du XVIIIe siècle, et probablement remaniée en 1837 devant la fenêtre primitive du chevet. La tour, de plan carré, est imposante.
Elle comporte quatre étages accessibles par un escalier en colimaçon logé dans le contrefort nord. Le clocher a été légèrement surélevé en 1697. Il présente des ouvertures avec meneaux en Y et une flèche en ardoise qui pourrait dater de 1729. Un portail en anse de panier, surmonté d'une petite niche sculptée, a été aménagé dans la façade ouest de la tour, au-dessus duquel une verrière éclaire le rez-de-chaussée. Une chapelle baptismale, probablement contemporaine, s'avance sur le côté nord de la tour. Le chœur, datant du XVIe siècle, est de forme rectangulaire et conserve une couverture en bois en berceau brisé. Sa fenêtre orientale a été murée. Une annexe du XVIIe siècle lui a été ajoutée au sud, tandis qu’un appentis moderne a été construit au nord.
L'église était autrefois entourée d'un cimetière, désaffecté en 1834. Un mur encerclait alors tout le cimetière, délimitant ainsi l'ensemble de la place.

##### L’église du Renard
Avec l'augmentation de la population des hameaux du Renard, de Stéhoux, de Coeurcq et de Ripain, la paroisse a dû utiliser les locaux de l'École des Sœurs. La construction a commencé en 1922. Le chœur a été terminé en 1927, mais l'église n'a jamais été achevée selon les plans initiaux. En 1960, le clocher a finalement été complété.

##### L’église de la Bruyère
La première pierre a été posée en 1957, et l'église a été consacrée le 18 octobre 1958. Elle est l'œuvre de l'architecte suisse Jean-Marie Ellenberger. L'église se distingue par son campanile avec une unique cloche, séparé du reste du bâtiment. L'église est dédiée au Christ Ressuscité.

#### L’ancienne fortification de Tubize
La Chronique de Gislebert de Mons (XIIe siècle) évoque une fortification à Tubize, constituée d'une levée de terre palissadée, entourée d'un fossé et dotée de tours en bois. Cette petite forteresse faisait partie des défenses frontalières du duché de Brabant, contrôlant le passage de la Senne vers Bruxelles. Détruite en 1191 lors des conflits entre le comte de Hainaut et le comte de Louvain, duc de Basse-Lotharingie (plus tard de Brabant), il n'en subsiste aucune trace aujourd'hui. Elle était probablement détenue par une famille locale, les Tubize, appelés "de la Porte" au XIIIe siècle. Ces derniers possédaient à la fin du XIIIe siècle le manoir de la Porte, origine de la ferme de la Porte, devenue aujourd'hui le Musée d'Archéologie, d'Art et d'Histoire de Tubize et sa région. Ce manoir, puis cette ferme, semble dériver de la basse-cour associée à la fortification du XIIe siècle, localisable peut-être au Hocquet.

#### Le château du Chenois
Le château du Chenois, probablement construit à la fin du XIXe siècle ou au début du XXe siècle, ce quadrilatère en pierres se dresse au milieu des champs surplombant la vallée de la Senne. Il est flanqué d'une tour carrée à l'angle sud-ouest et d'une tourelle plus basse à l'angle sud-est. Au cœur d'un magnifique parc paysager conçu entre 1912 et 1919 par l'architecte de jardin Jules Janlet, il comprend 2 hectares de parc et 30 hectares de bois. Chaque année, le dimanche de la Trinité, le Tour Sainte-Renelde de Saintes y fait une halte..

#### La Maison communale

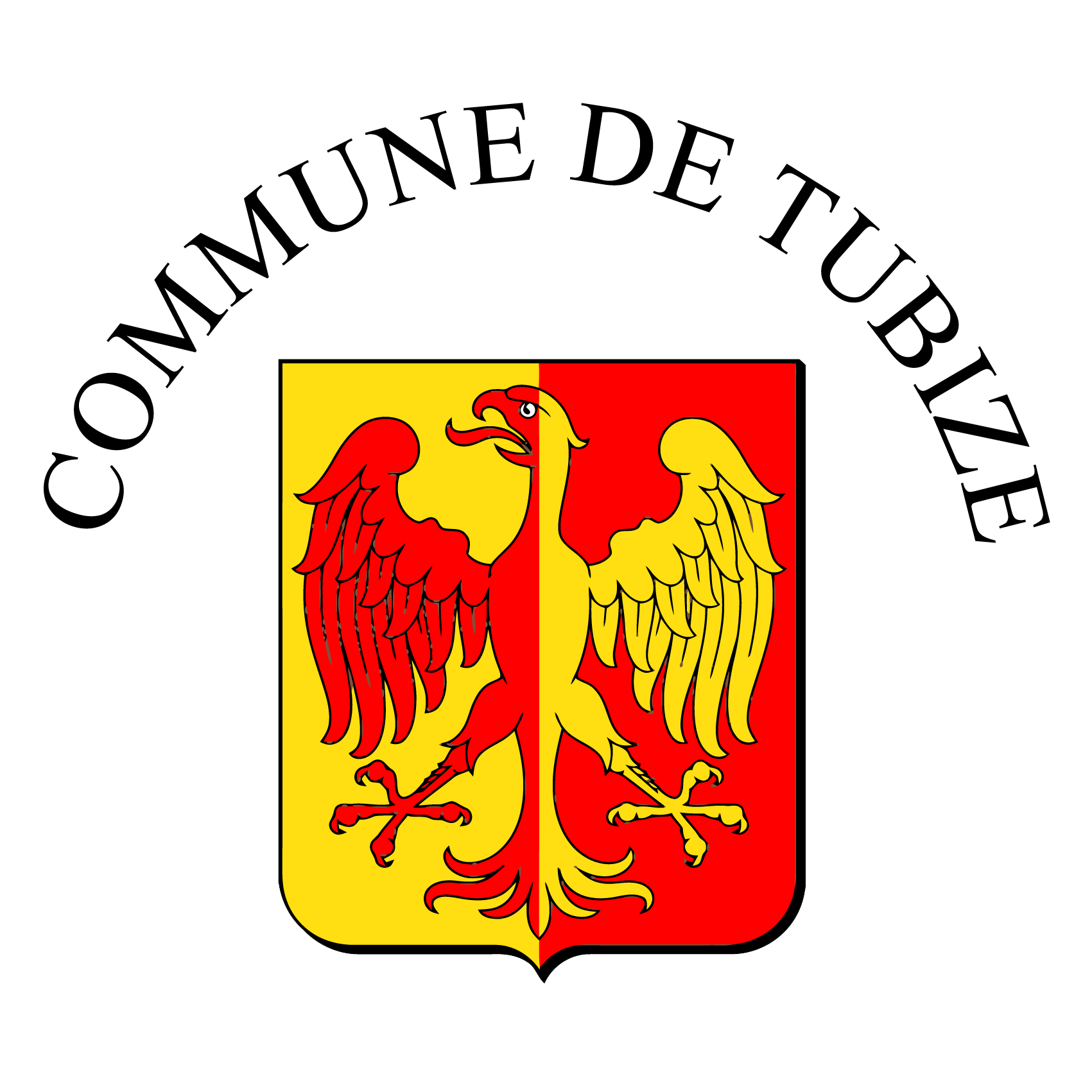
Le logo communal.

Derrière l’église se dresse la Maison communale, un superbe édifice éclectique de la fin du XIXe siècle conçu par l’architecte Léon Govaerts. L’ancienne maison communale fut détruite par un incendie dans la nuit du 31 octobre 1887. Quelques courageux réussirent à sauver les registres de l’état civil et une petite partie des archives communales. Dès 1888, le Conseil communal décida de reconstruire le bâtiment et organisa un concours pour l’occasion. Le projet de l’architecte bruxellois Léon Govaerts fut finalement retenu. La première pierre fut posée le 29 mars 1890, date qui figure au second niveau de la tour. Cependant, ce n’est que le 24 avril 1892 qu’eut lieu l’inauguration officielle de la nouvelle maison communale, marquée par un grand cortège historique. La façade est restée quasiment intacte depuis sa construction, contrairement à l'intérieur, qui a été modifié à plusieurs reprises en fonction des usages du bâtiment. À l'origine, le sous-sol abritait une école industrielle avec une entrée indépendante, un local d'asile, deux cachots et une cave à charbon. Le rez-de-chaussée accueillait deux salles de classe de l'école industrielle, le commissariat de police et la loge du concierge. Au premier étage se trouvaient le cabinet du Bourgmestre, le secrétariat, une salle de vote et de réunions, la salle du Conseil et des mariages, ainsi qu'un dépôt d'archives. Enfin, le second étage était occupé par une grande salle des fêtes avec scène, balcon, vestiaire, loge et magasin.
Sur la place, entièrement rénovée en 2006, se dresse la toute récente statue du Betchard, symbolisant le Tubizien d’autrefois. L’ensemble offre désormais un éclairage nocturne remarquable.

#### Le Musée de la Porte
En empruntant la rue de Bruxelles, on arrive au Musée « de la Porte », dédié à l’Archéologie, l’Art et l’Histoire de Tubize et de sa région. Rénové en 2007, ce musée propose des collections riches et variées, mettant en valeur la préhistoire locale, le passé gallo-romain, l’histoire régionale, notamment son héritage industriel, ainsi que les trésors d’art religieux du doyenné de Tubize. Il s'agit d'un ancien logis de ferme transformé en estaminet, puis acheté par la Fabrique de Soie Artificielle de Tubize en 1920 pour héberger des membres du personnel. Acquis par la commune en 1961, le bâtiment a été restauré et le musée communal s'y est installé en 1968. Très ancien, datant du XVIIe siècle, ce bâtiment autrefois blanchi est construit en briques et en arkose, avec un soubassement autrefois goudronné en moellons d'arkose.

#### Les moulins
Les habitants de Tubize disposaient de plusieurs moulins à eau pour moudre leur grain. Au centre, juste en aval du pont sur la Senne, se trouvait le moulin de Tubize, qui, bien plus tard (en 1900), sera à l'origine de l'installation de la Soierie Artificielle de Tubize. Aujourd'hui, ce moulin a complètement disparu. Sur la Senne, en amont du centre, on peut rejoindre le charmant hameau de Ripain et son ancien moulin, autrefois propriété du chapitre Sainte-Gertrude de Nivelles. Actuellement, ce moulin est réaffecté en habitation privée. Les vestiges du moulin de Cœurq restent visibles près des étangs et de la cascade de Cœurq. La reconstruction du moulin de Clabecq en 1752 sur la Sennette avait suscité une vague de protestations de la part des propriétaires des moulins voisins, y compris ceux de Tubize. Pourtant, cette construction aboutit et devint quelques années plus tard à l'origine des Forges de Clabecq.

#### Les fermes anciennes
L'agglomération de Tubize est principalement reconnue pour son industrialisation rapide et marquée. Pourtant, il ne faut pas oublier qu'autrefois, ce village était entièrement tourné vers l'agriculture. Le creusement du Canal Charleroi-Bruxelles et l'ouverture d'une gare à Tubize en 1840, sur l'une des plus anciennes lignes ferroviaires du pays, ont profondément transformé la région sans pour autant effacer toutes les traces de ce passé agricole. On a effectivement recensé pas moins de 101 fermes et fermettes sur le territoire tubizien, dont certaines ont bien sûr disparu avec le temps. Il en reste cependant un bon nombre, et certaines d'entre elles sont remarquables, méritant sans aucun doute une visite. Aucune étude approfondie n'a encore été menée sur l'histoire seigneuriale de Tubize. Bien que la commune ait compté plusieurs seigneuries, il reste impossible de déterminer avec certitude quelles fermes en constituaient les centres.
La ferme du Stierbecq, autrefois acquise par la commune avant d'être malheureusement démolie, aurait été au XVe siècle la propriété du seigneur de Tubize. Son corps de logis, particulièrement remarquable, datait du XVIIe siècle.
La ferme de la Tour d'Hobruges n’a pas connu un meilleur destin. L’expansion des Forges de Clabecq a entraîné sa démolition. Pourtant, c'était une ferme très ancienne avec un donjon médiéval, la célèbre tour d’Hobruges, déjà évoquée à la fin du XIIe siècle dans la Chronique de Gislebert de Mons.
Le chapitre de Nivelles, important propriétaire terrien de la région, possédait probablement une ou plusieurs fermes à Tubize, mais nous ne savons pas lesquelles.
Quant à la ferme Massart, désormais propriété de la commune, certains la considèrent comme le centre historique de l'ancienne seigneurie de Renarbus. Elle appartenait autrefois à la famille de Ghorain. Toutefois, des cartes anciennes et des textes évoquent également la ferme Del Tour à Renarbus, qui pourrait tout aussi bien avoir été le centre de cette seigneurie. Une chose est sûre : il ne faut pas confondre, comme cela a parfois été fait, la ferme de Ghorain et la ferme Del Tour à Renarbus, puisqu'elles sont mentionnées simultanément dans certains documents. Quoi qu'il en soit, l'actuelle ferme Massart, anciennement ferme de Ghorain, forme un bel ensemble au plan dispersé et fortement remanié, mais dont certaines parties, construites en moellons d'arkose sous bâtières de tuiles, remontent au XVIIIe siècle.
Le long de la Senne, la Vieille Cour est une magnifique ferme semi-clôturée datant des XVIIe, XVIIIe et XIXe siècle. Léguer aux hospices de Tournai au milieu du XIXe siècle, elle se distingue par ses bâtiments en briques et arkose sous des toits en tuiles à coyaux, organisés autour d'une cour rectangulaire pavée. Les façades peintes en rose ajoutent une touche charmante. Le logis en T, autrefois entouré d’eau, illustre parfaitement le style traditionnel de la fin du XVIIe ou du début du XVIIIe siècle. À l’époque de l’Ancien Régime, cette ferme était le cœur d’une petite seigneurie foncière.
La ferme dispersée de la Neuve Cour, située près de la précédente et également peinte en rose, abrite un magnifique logis du XVIIe siècle coiffé d'une bâtière d'ardoises. Autrefois entouré d'eau, ce bâtiment est agrémenté d'une élégante tourelle d'escalier à l'angle, surmontée d'un toit en pavillon. Les dépendances, quant à elles, sont plus récentes. Ces deux fermes pourraient-elles être les « curtis » du chapitre Saint-Gertrude à Tubize ? Leur nom, leur ancienneté et leur caractère exceptionnel pourraient le laisser croire.
Près du moulin de Ripain, sur la colline, se trouve la ferme Delval ou des Pauvres, ainsi nommée car elle appartenait, avec ses terres, à la Table des Pauvres de Tubize. Ce quadrilatère, datant du dernier quart du XVIIIe siècle et du milieu du XIXe siècle, rassemble autour d'une cour pavée rectangulaire des bâtiments en briques, arkose et calcaire. La grange en long, construite en 1779, a été partiellement détruite par une tempête. Le corps de logis, datant du milieu du XIXe siècle, est coiffé d'une toiture en éternit à croupettes. Cette ferme fut léguée aux hospices de Tournai au milieu du XIXe siècle.
La ferme Desenfants est une petite ferme en quadrilatère entourant une cour rectangulaire pavée et légèrement en pente, composée de bâtiments en briques chaulées datant de la fin du XVIIIe siècle ou du début du XIXe siècle. Elle a été profondément remaniée à la fin du XIXe et au XXe siècle.
Mentionnons également la ferme appelée Macherez, dont le plan est en ordre dispersé, ainsi que la grange datant de la seconde moitié du XVIIIe siècle.

#### Les étangs et la cascade de Cœurcq
Depuis le Stade Leburton, un sentier suit le ruisseau du Cœurcq et mène, à travers une vallée bucolique, au charmant hameau de Stéhoux, où une carrière de pierres schisteuses était déjà exploitée au XIIIe siècle. Plus loin en amont, on découvre la cascade de Cœurcq, la deuxième plus importante de Belgique, avec ses 7,80 m de dénivelé. Cette cascade est alimentée par le ruisseau ainsi que par les eaux des étangs du Cœurcq, un véritable paradis pour les pêcheurs,.

#### Le Betchard

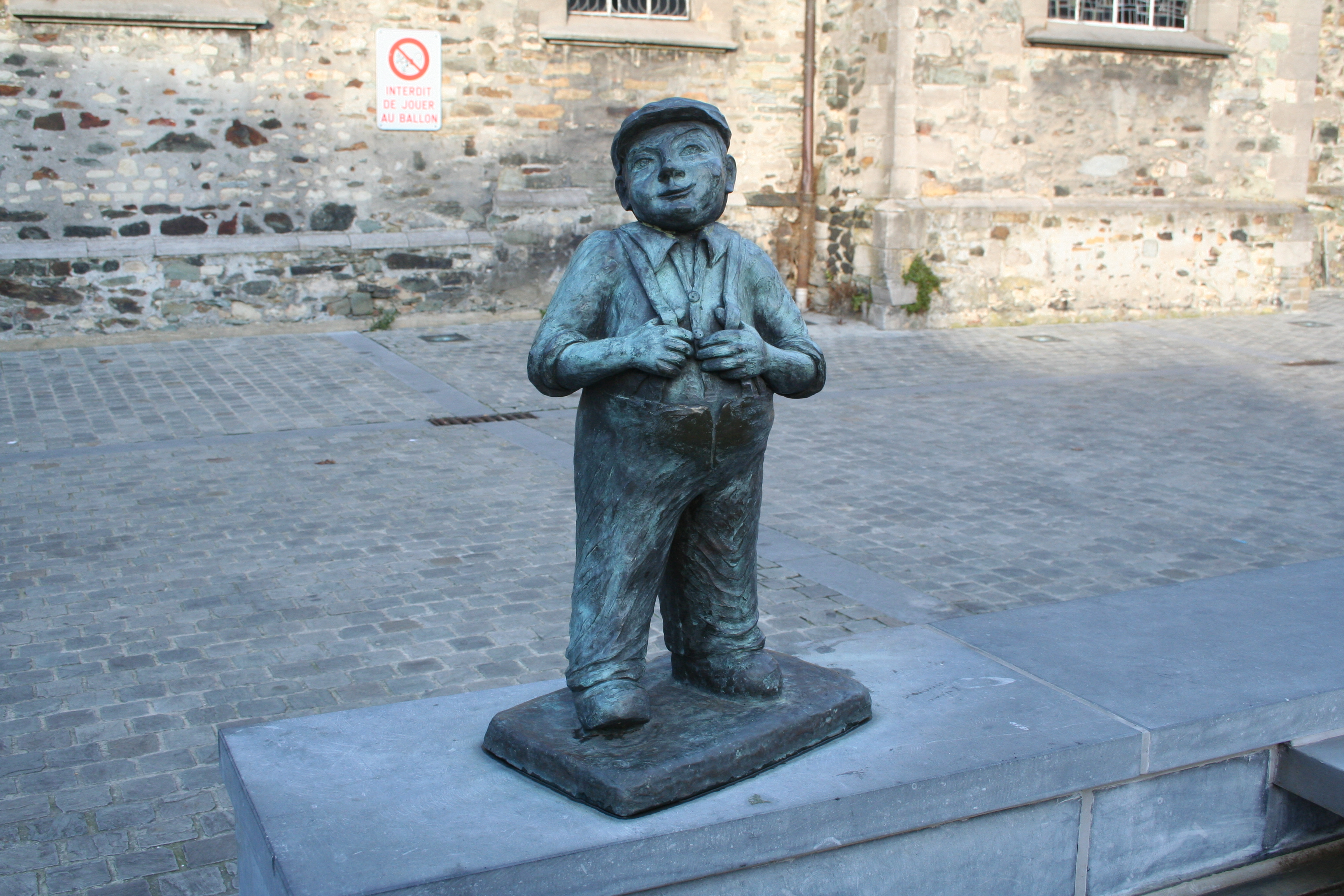
La statue du Betchard.

Les habitants de Tubize ont récemment accueilli une nouvelle mascotte : le Betchard. Né en 1995 lors d'un concours organisé dans la commune, le Betchard est par la suite devenu une bière de la brasserie de Tubize, servie lors de l'installation de la petite statue sur la grand-place. En wallon, "Betchard" signifie "blagueur". Le dessin original ayant inspiré la statue a été réalisé par Jules Leclercq, ancien libraire.

### Culture et folklore
Centre culturel Théâtre du Gymnase, boulevard Georges Deryck. Bibliothèque Communale de Tubize, rue de la Déportation.

#### Folklore
Tour Sainte-Renelde, procession qui se déroule dans le village de Saintes le dimanche de la Trinité.

## Enseignement

### Les écoles primaires et maternelles
- Enseignement communal.
  - École Cheval Bayard à Clabecq.
  - École Arc-en-ciel à Saintes.
  - École communale à Oisquercq.
- Enseignement de la communauté française.
  - École fondamentale Renard 1 et 2 à Tubize.
  - École fondamentale à Tubize.
- Enseignement libre.
  - École des Sacrés-Cœurs à Tubize.
  - École des Deux Tilleuls à Tubize.
  - École Saint-Joseph à Tubize.

### Les écoles secondaires
- Institut Provincial Ipes à Tubize.
- Enseignement Libre Collège Saint-François d'Assise à Tubize.

## Galerie

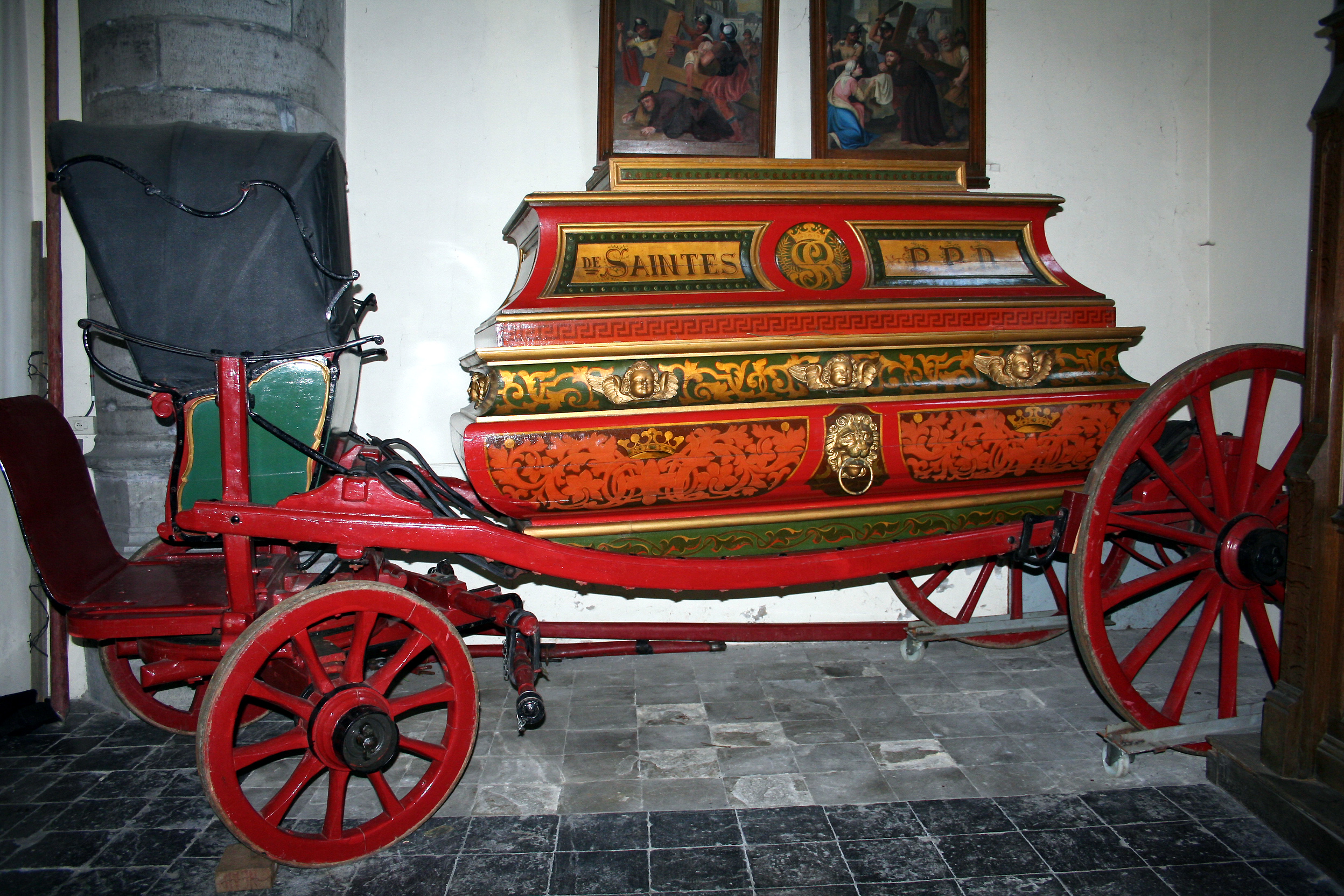
Char de procession de Sainte-Renelde dans le village de Saintes.
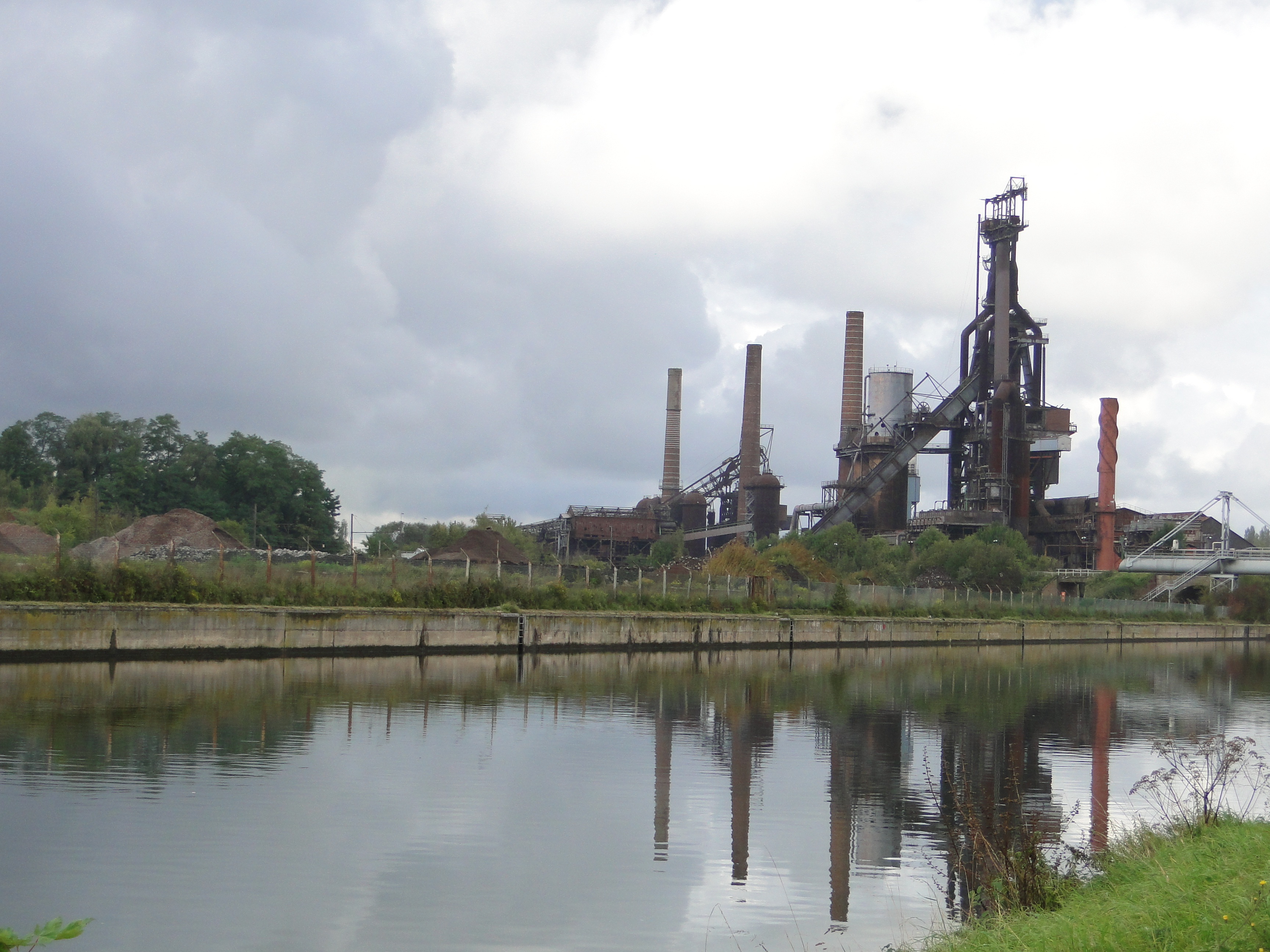
Les anciennes forges de Clabecq.
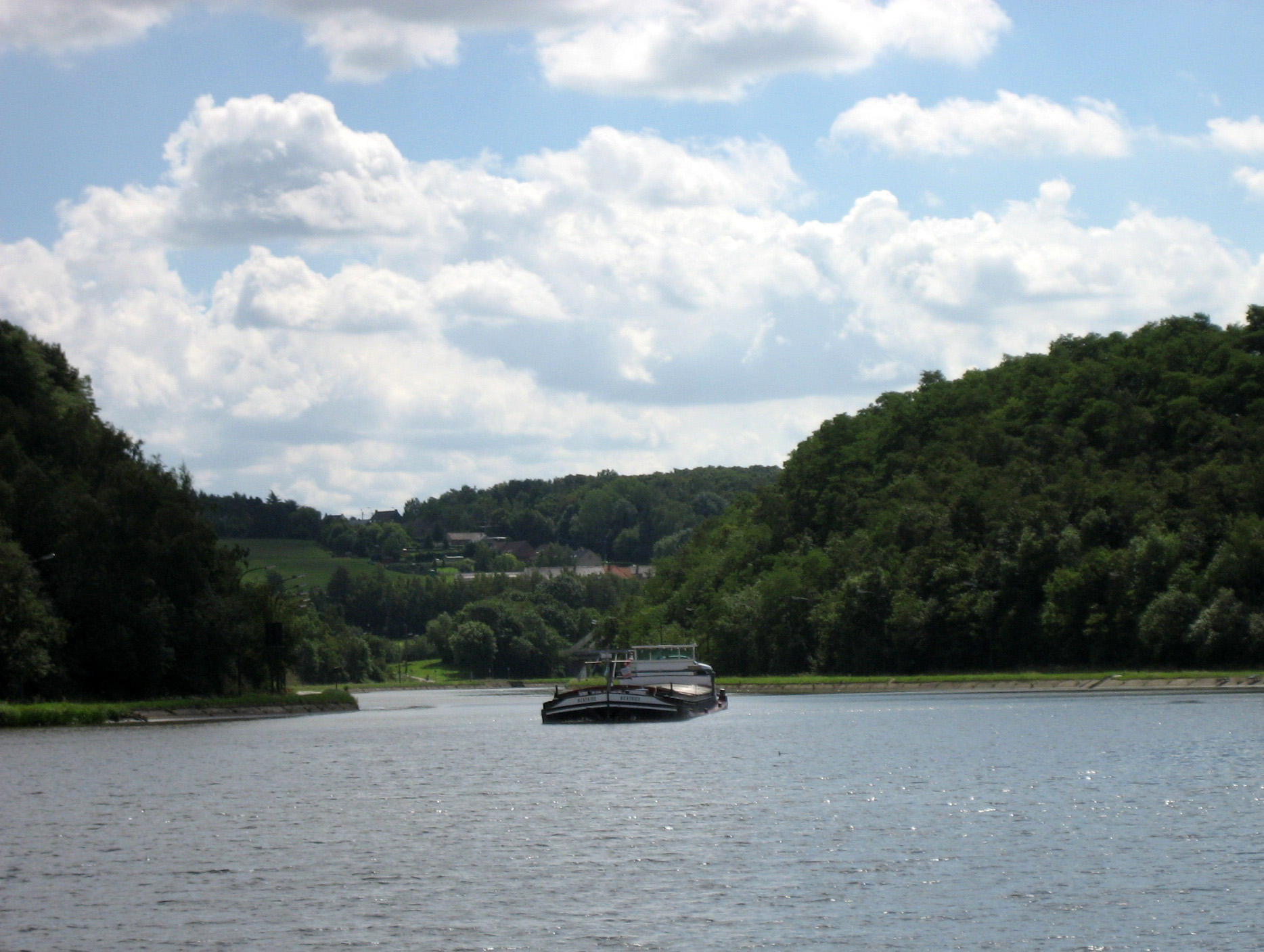
Le canal Charleroi-Bruxelles.

## Économie
Tubize demeura un village principalement agricole jusqu'à la fin de l'Ancien Régime. Au XIXe siècle, avec la révolution industrielle, l'agglomération se transforma rapidement en cité ouvrière. L'ouverture du canal Bruxelles-Charleroi en 1832, l'inauguration de la gare de Tubize en 1840 sur la ligne venant de Bruxelles, ainsi que la chaussée pavée reliant Mons à Bruxelles, favorisèrent l'installation précoce d'entreprises industrielles. Parmi les plus connues, on retrouve les Forges de Clabecq, les Établissements Léon Champagne (briqueterie et majoliques artistiques), les Ateliers Métallurgiques de Tubize (locomotives à vapeur), la Soierie artificielle de Tubize (Fabelta), diverses fonderies et quelques ateliers mécaniques. Cette industrialisation entraîna une forte croissance démographique et transforma profondément le tissu urbain avec la construction massive de maisons ouvrières, souvent regroupées en véritables cités.

### Entreprises
- Delcampe, le site web de ventes aux enchères d'objets de collection dont le siège social se trouve à Tubize.
- Gobert Matériaux[22], fournisseur de matériaux de construction.
- Stef Logistics Tubize[23], service de logistics.
- Thales Belgium, groupe d'électronique français spécialisé dans l'aérospatiale, la défense et la sécurité qui a son siège belge à Tubize[24].
- Toiture Degreef[25], entreprise de toiture.
- Van Mieghem Logistics[26], service de logistics.

### Santé

#### Maisons de repos
- Maison de vie et de soins "Neuve Cour"[27], rue Neuve Cour.
- Les Bruyères sur Senne[28], avenue de Scandiano.
- Résidence "Top Senior"[29], rue des Frères Lefort, faisant partie du groupe français Emeis ex-Orpéa.

#### Hôpital
- CH-Jolimont site de Tubize[30], avenue de Scandiano, faisant partie du groupe Jolimont.

### Transports

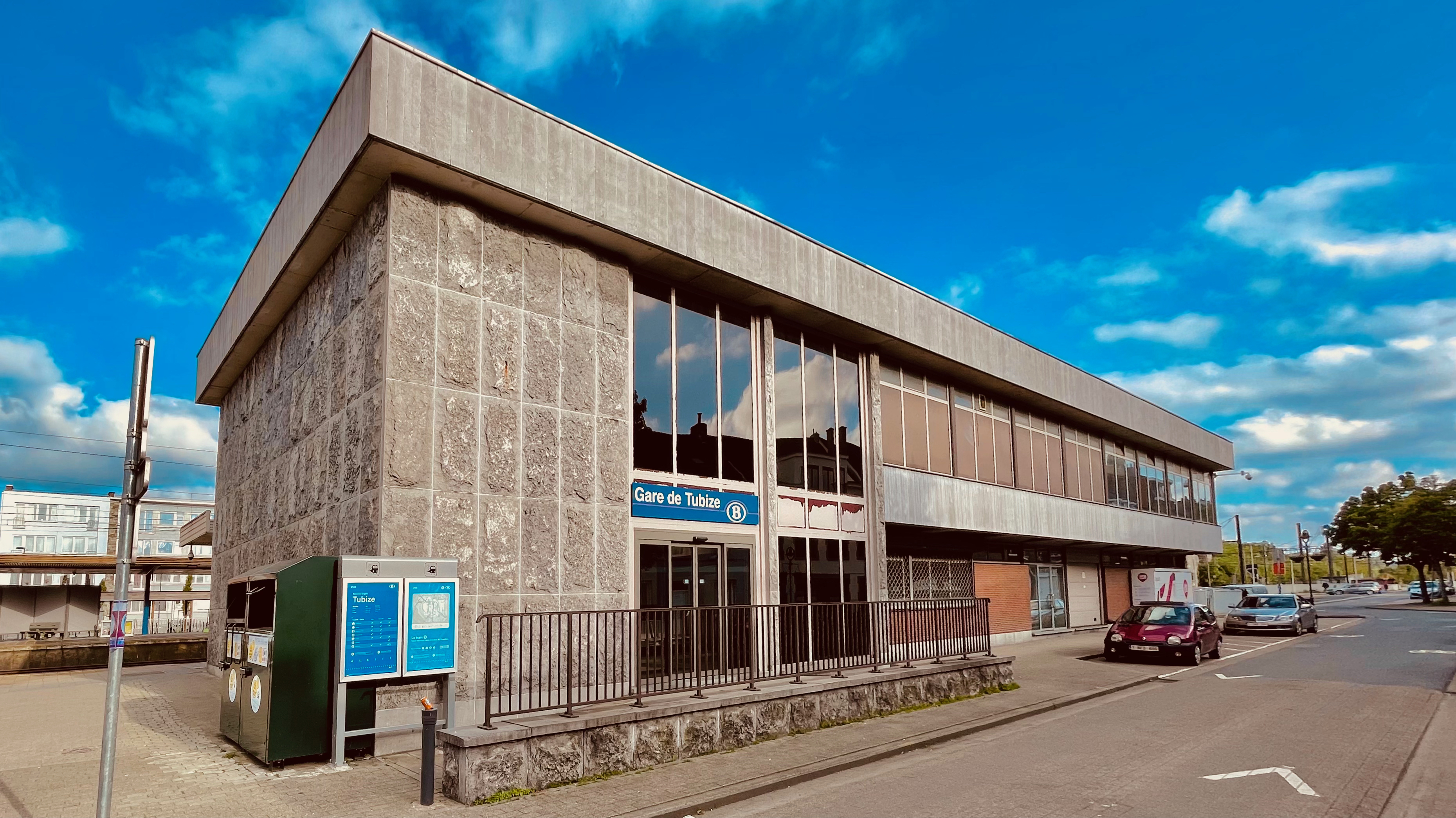
La gare de Tubize.

### Trains
Mise en service de 1840 à 1841 et électrifiée en 1963.
La ville est traversée par la ligne 96 traversant les communes en partant de Bruxelles : Bruxelles-Midi, Forest-Midi, Ruisbroek, Lot, Buizingen, Hal, Lembeek, Tubize, Hennuyères, Braine-le-Comte, Soignies, Neufvilles, Masnuy-Saint-Pierre, Jurbise, Erbisœul, Ghlin, Mons, Frameries, Genly et Quévy.

### Bus
Tubize est desservie par les lignes TEC Brabant Wallon.
- Lignes E2-E9 : Nivelles Gare et Braine-l'Alleud Gare[31].
- Lignes 43-47 : Tubize Bloc Scolaire-Fauquez Portique et Tubize-Virginal[32],[33].
- Lignes 62-115 : Tubize Gare-Nivelles Gare et Ophain Village-Braine-l'Alleud Collège Gare[34],[35].
- Ligne 116-472 : Halle Atheneum-Tubize Gare et Rebecq Gare Bierghes rue de la Station[36],[37].

### Routes
La N6, construite par les occupants français en 1702-1708, traverse le village : Bruxelles-Hal-Mons-frontière française (Maubeuge). Juste à l’ouest de Tubize se trouve l’A8 : Hal-France.

## Lieux publics

### Parcs
Parc du boulevard Georges Deryck et parc rue Ferrer.

### Cimetières
Cimetière de Tubize, rue de la Déportation et cimetière de Tubize n°2, rue d'Atina.

## Sports et vie associative

### Sports

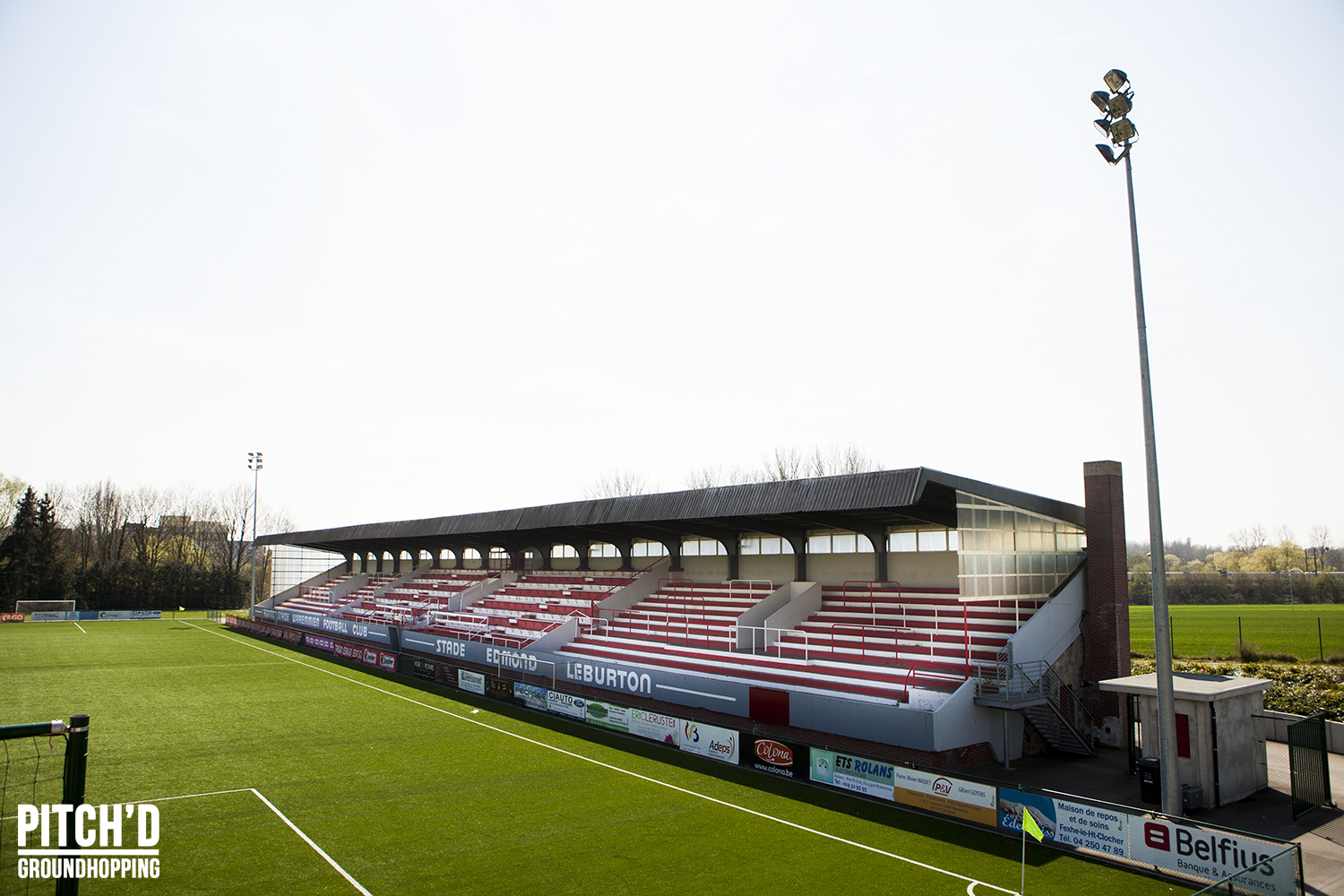
Le state Edmond Leburton.

#### Clubs
- Association Football Clubs Tubize.

#### Infrastructures
- Stade Edmond Leburton.
- Centre de formation de la RUTB[39].
- Centre National de Football (Proximus Basecamp)[40],[41].

### Vie associative

#### Mouvement de jeunesse
Scouts de Tubize.

## Personnalités
- Monseigneur Rémy Vancottem, évêque de Namur.
- Michel Dernies (ancien cycliste pro) : échevin chargé des sports et de la jeunesse de 1994 à 2009.
- Michel De Wolf (ancien footballeur).
- Walter Baseggio (footballeur).
- André Menu (alpiniste).
- Raymond Langendries (ministre d'État): a commencé sa carrière politique comme conseiller communal à Tubize en 1971, bourgmestre de Tubize de 1995 à 2012.
- Paul Severs, chanteur.
- Franky Simon (1978-), scénographe de reconstitutions de batailles historiques.
- Le groupe de rock progressif Max Pie est originaire de cette ville.